# Antoine Léonard Thomas
Antoine Léonard Thomas (Clermont-Ferrand, 1 de octubre de 1732-Oullins, Rhône, 17 de septiembre de 1785) fue un escritor francés.
Trabajó, primero, con un procurador y después fue profesor en el colegio de Beauvais, en París. Empezó a ser conocido como escritor en 1759 por su poema Jumonville. Ganó cinco veces el premio a la elocuencia otorgado por la Academia francesa.
Compuso l’Éloge du maréchal de Save (Elogio del mariscal de Save) (1759); l’Éloge de d’Aguesseau (1760); l’Éloge de Duguay-Trouin (1761); l’Éloge de Sully (1763) y l’Éloge de Descartes (1765). Ganó, una vez, el premio de poesía por su poema: Ode sur le temps (Oda sobre el tiempo) (1762).
Fue miembro de la Academia francesa ocupando el sillón 30.
Publicó, posteriormente, l’Éloge de Marc-Auréle, su obra maestra; un "Ensayo sobre las mujeres" (Essai sur le caractère, les mœurs et l’esprit des femmes, 1772) y un "Ensayo sobre los elogios" (Essai sur les éloges).
De salud muy delicada, dejó pronto la enseñanza y pasó a ocupar el puesto de secretario del duque de Praslin, por entonces ministro de asuntos exteriores, más tarde fue nombrado secretario-intérprete por los cantones suizos.
Murió en 1785 en Oullins, cercano a Lyon, dejando varias obras póstumas, entre las que destacan Lettres y Pétréide (o el zar Pedro el Grande), poema que tenía que tener doce cantos, de los que sólo seis fueron terminados.
Tuvo, por amigos, entre otros, a Marie-Thérèse Rodet Geoffrin, Jean-François Marmontel, Jacques Delille, Suzanne Necker y Jean-François Ducis.

## Principales publicaciones
- Ode à Mr Moreau de Séchelles (1756)
- Mémoire sur la cause des tremblemens de terre, qui a remporté le prix Accessit au jugement de l’Académie des sciences, belles-lettres et arts de Rouen, le 3 août 1757 (1758)
- Jumonville, poème (1759)
- Éloge de Maurice, comte de Saxe (1759)
- Éloge de Henri François d'Aguesseau, chancelier de France (1760)
- Épitre au peuple, ouvrage présenté à l’Académie françoise, en 1760 (1761)
- Éloge de René Duguay-Trouin, lieutenant général des armées navales (1761)
- Ode sur le temps (1762)
- Éloge de Maximilien de Béthune, duc de Sully (1763)
- Éloge de René Descartes (1765)
- Éloge de Louis, dauphin de France (1766)
- Amphion, ballet, Paris, Académie royale de musique, 11 de octubre de 1767
- Essai sur le caractère, les mœurs et l’esprit des femmes dans les différens siècles (1772) reed. Lacour, Nîmes, 2001. Texte en ligne
- Éloge de Marc-Aurèle (1775)
- Esprit, maximes et principes de Thomas (1788)
- Essai sur les éloges, ou Histoire de la littérature et de l’éloquence appliquées à ce genre d’ouvrage (2 vol., 1812) texto en línea
- Œuvres complètes de Thomas (6 vol., 1822-25)